# 王恒升
王恒升（1901年8月4日—2003年9月21日），生于河北定县，中国岩石学与矿床学家。

## 生平
1925年毕业于北京大学地质系。1937年获瑞士苏黎世大学理学博士学位。1980年当选为中国科学院学部委员(院士)。曾任中国地质科学院地质研究所研究员。长期进行岩石矿床理论研究。